# Monacos Grand Prix 1961
Monacos Grand Prix 1961 var det första av åtta lopp ingående i formel 1-VM 1961.  

## Resultat
1. Stirling Moss, R R C Walker (Lotus-Climax), 9 poäng
2. Richie Ginther, Ferrari, 6
3. Phil Hill, Ferrari, 4
4. Wolfgang von Trips, Ferrari (varv 98, olycka), 3
5. Dan Gurney, Porsche, 2
6. Bruce McLaren, Cooper-Climax, 1
7. Maurice Trintignant, Scuderia Serenissima (Cooper-Maserati)
8. Cliff Allison, BRP (Lotus-Climax)
9. Hans Herrmann, Porsche
10. Jim Clark, Lotus-Climax
11. John Surtees, Reg Parnell (Cooper-Climax) (varv 68, motor)
12. Joakim Bonnier, Porsche (59, insprutning)
13. Tony Brooks, BRM-Climax (54, motor)

### Förare som bröt loppet
- Michel May, Scuderia Colonia (Lotus-Climax) (varv 42, oljerör)
- Jack Brabham, Cooper-Climax (38, tändning)
- Graham Hill, BRM-Climax (11, bränslepump)

### Förare som ej startade
- Innes Ireland, Lotus-Climax (olycka, kraschade i tunneln under kvalificeringen och bröt ett ben)

### Förare som ej kvalificerade sig
- Henry Taylor, BRP (Lotus-Climax)
- Masten Gregory, Camoradi (Cooper-Climax)
- Lucien Bianchi, ENB (Emeryson-Maserati)
- Olivier Gendebien, ENB (Emeryson-Maserati)